# カル (エトルリア神話)
カル（Calu）はエトルリア神話における冥府の神で、ギリシャ神話のハーデースに相当するアイタと同一視されている。狼との関連性が特徴で、狼のような容姿、もしくは狼の毛皮を纏う人型として描かれる。カル信仰の様相はローマのルペルカーリアやファリスクのヒルピ・ソラーニ（サビーネ語の 狼 から由来した ソラヌスの狼 の意）との共通点が見受けられる。